# جوزيف فايرر
السير جوزيف فايرر، البارون الأول، والحاصل على زمالة الجمعية الملكية، وزمالة الجمعية الملكية لإدنبرة وزمالة كلية الجراحين الملكية، وعضو كلية الأطباء الملكية، والحائز على وسام نجمة الهند من رتبة قائد فرسان ودكتور في القانون، (6 ديسمبر 1824 - 21 مايو 1907) هو طبيب بريطاني مشتهر بتوليه منصب الجنرال الجراح في الهند. يُعرف فايرر بكتاباته في الطب، وعمله في مجال الصحة العامة ودراساته المتخصصة على وجه التحديد في علاج لدغات الأفاعي في الهند. شارك أيضًا في التحقيق الرسمي حول الكوليرا، إذ رفض فايرر الفكرة المقترحة بواسطة روبرت كوخ الذي اعتبر الجراثيم العامل المسبب للكوليرا.

## النشأة
كان جوزيف الابن الثاني لروبرت جون فايرر (1788–1869)، قائد في البحرية الملكية، وزوجته أغنيس ويلكنسون (المتوفاة في 1861)، ووُلد في بليموث في ديفون. كان والد فايرر مسؤولًا عن البواخر بعد تقاعده من البحرية. انتقلت العائلة إلى هافربراك في ويستمورلاند، حيث عاشت لفترة من الزمن قابل جوزيف خلالها كلًا من ويليام وردزورث، وهارتلي كوليردج وجون ويلسون. درس جوزيف الهندسة لبعض الوقت في عام 1840 ليشغل لاحقًا منصب ضابط بحرية ويسافر مع والده إلى برمودا في عام 1843. بدأ اهتمام فايرر في الطب مع تفشي الحمى الصفراء. في عام 1844، انضم فايرر لدراسة الطب في مستشفى تشارينغ كروس في لندن وكان زميلًا من زملاء الطالبين ويليام غاير هانتر وتوماس هنري هكسلي. أصبح فايرر في سنته الثانية جراحًا مقيمًا في مستشفى وستمنستر للعيون وأصبح عضوًا في الكلية الملكية للجراحين في عام 1847. شغل فايرر في عام 1847 منصب المسؤول الطبي على سفينة إتش إم إس فيكتوري. استقال لاحقًا من هذه البعثة وليسافر في جميع أنحاء أوروبا مع إرنست أوغسطس إدجكومب، إيرل جبل إدجكومب الثالث، ويشاهد القتال في باليرمو وروما. استأنف فايرر دراسة الطب في روما وحصل على درجة دكتور في الطب في عام 1849.

## الهند
بعد تعيينه كجراح مساعد في دائرة الخدمة الطبية الهندية في البنغال في عام 1850، ذهب فايرر لتقديم خدماته الطبية في كل من تشينسورا، وتشيرابونجي وداكا. عمل فايرر أيضًا كجراح ميداني أثناء الحملة البورمية في عام 1852. لقاء خدمته هذه، عينه اللورد دالهوزي مساعدًا سياسيًا وجراحًا مقيمًا في لكناو في عام 1853. تزوج فايرر من بيثيا ماري، ابنة العميد أندرو سبينز، في 4 أكتوبر 1855، في لكناو. أثناء التمرد الهندي، حوّل فايرر منزله في لكناو إلى مستشفى ليصبح حصنًا خلال تلك الفترة. توفي السير هنري مونتغمري لورانس في منزل فايرر هذا. نجت زوجته وطفله اللذان أمكنت إغاثتهما في 17 نوفمبر 1857. طلب فايرر الإذن لمغادرة الهند في إجازة في عام 1858 وحصل على درجة الدكتوراه في الطب من كلية الطب بجامعة إدنبرة في مارس 1859، إذ قدم أطروحته بعنوان حول بتر مفصل الورك واستئصال رأس عظم الفخذ. بعد عودته إلى الهند في عام 1859، أصبح أستاذًا للجراحة في كلية الطب في كلكتا، وشغل لفترة قصيرة منصب الجراح الشخصي للورد مايو في عام 1869 ثم عينه أمير ويلز لمرافقته كطبيب أثناء جولته إلى الهند. شغل فايرر في وقت لاحق منصب الطبيب الاستثنائي للملك إدوارد السابع في عام 1901. بعد عودته إلى إنجلترا في عام 1872، عمل فايرر كرئيس للمجلس الطبي لمكتب الهند بين عامي 1874 و1895، ورئيس لجمعية الأوبئة بين عامي 1879 و1881 وخصا في 7 فبراير 1896 على رتبة بارونيت. اتخذ فايرر موقفًا معارضًا لنظرية جرثومة الكوليرا المتسببة في طرح فكرة الحجر الصحي (الذي اعتبره شرًا) وفضّل فكرة اقتصار المرض على مواقع معينة، مع تحمل بعض العوامل مثل الهواء، والماء والطقس مسؤولية تطور المرض.
عمل فايرر كرئيس للجمعية الآسيوية في البنغال في عام 1867 واقترح مخططًا لبناء حديقة الحيوانات في كلكتا. افتتح أمير ويلز هذه الحديقة في النهاية في عام 1875. أبدى فايرر اهتمامًا كبيرًا بالحيوانات البرية، وألف كتابًا عن النمور بالإضافة إلى شرائه عينات حية من الخنازير القزمة لجمعية علم الحيوان في لندن. أصبح فايرر في وقت لاحق زميلًا في الجمعية الملكية في عام 1877، وكتب الكثير عن موضوعات مرتبطة بممارسة الطب في الهند، واشتُهر على وجه الخصوص بدراساته عن الأفاعي السامة في الهند بالإضافة إلى التأثيرات الفيزيولوجية الناجمة عن سموم هذه الأفاعي (ثاناتوفيديا الهند، 1872). بحث فايرر في سموم الأفاعي مع توماس لودر برونتون في عام 1867 بمساعدة من د. إف سي ويب. طبعت الحكومة الهندية هذا الكتاب الذي شارك في تصميم رسوماته عدد من فناني مدرسة كلكتا للفنون. في عام 1879، تحدث فايرر عن كتاب تقدم علم الأوبئة في الهند (الذي نُشر في عام 1880). في عام 1900، نشر فايرر سيرته الذاتية، تحت عنوان ذكريات من حياتي. كان فايرر على دراية باللغة الفارسية، والعديد من اللغات الهندية واللغة الإيطالية. أبدى أيضًا اهتمامًا بالأنثروبولوجيا وتفاعل مع توماس هنري هكسلي حول هذا الموضوع. اقترح فايرر على الجمعية الآسيوية للبنغال إقامة مؤتمر إثنولوجي في عام 1866. على الرغم من عدم إقامة هذا المؤتمر، نجح هربرت هوب ريسلي في تحقيق فكرة المسح الإثنوغرافي بعد عدة سنوات على ذلك.
بعد تقاعده، اهتم فايرر بالصيد في أعماق البحار بالإضافة إلى الإبحار باليخوت. توفي فايرر في منزله في بيلفيلد، وود لين، فالموث، كورنوال، في 21 مايو 1907.